# Avenida Tingo María
La avenida Tingo María es una de las principales avenidas de la ciudad de Lima, capital del Perú. Se extiende de norte a sur, a lo largo de 17 cuadras. Recorre los distritos de Lima y Breña. 

## Recorrido
Se inicia en la avenida Colonial, continuando su recorrido hacia el cruce con las avenidas Arica y Venezuela, en donde se transforma en un Bypass. Después, sigue su recorrido hasta llegar a su fin en la Plaza de la Bandera.